# 鲍里斯·列昂尼多维奇·帕斯捷尔纳克
鲍里斯·列昂尼多维奇·帕斯捷尔纳克（俄语：Борис Леонидович Пастернак，1890年2月10日—1960年5月30日），苏联作家，1958年诺贝尔文学奖得主，以小說《日瓦戈医生》（别译：《齐伐哥医生》）聞名於世。

## 生平
帕斯捷尔纳克与1890年2月19日出生在一個猶太「藝術家庭」。他的父亲是后印象派画家莱昂尼德·帕斯捷尔纳克，母亲罗莎·考夫曼是一位音乐会钢琴家，是敖德萨实业家伊萨多尔·考夫曼的女儿。家族声称在父系上是15世纪著名的塞法迪犹太哲学家、圣经注释家和葡萄牙财务大臣艾萨克·阿巴尔巴内尔的后裔。小说家列夫·托尔斯泰与帕斯捷尔纳克家族关系紧密。帕斯捷尔纳克出生不久后，他的父母便加入了托尔斯泰主义运动。
1904年至1907年，鲍里斯·帕斯捷尔纳克在乌克兰西部的圣母显现波查伊夫拉夫拉修道院完成早年学业。受斯克里亚宾的启发，帕斯捷尔纳克前往莫斯科音乐学院（Moscow Conservatory）学习音乐。之后在德國的馬爾堡大學攻讀哲學。
帕斯捷尔纳克以小說《日瓦戈医生》聞名於世，但此書因批判了蘇聯體制，長期被列為禁書。後來以意大利以及其它二十多國譯文，在歐洲廣為流行。
1958年獲諾貝爾文學獎，獲獎原因是“在现代抒情诗和伟大的俄罗斯叙事文学领域中所取得的杰出成就”，他感動地致電瑞典學院：“極為感謝！激動！榮耀！驚訝！慚愧。”（“Immensely thankful, touched, proud, astonished, abashed.”）伊万诺夫、丘科夫斯基等邻居都向他祝贺，四天後由於蘇聯眾多輿論的反對，被苏联作家协会開除會籍，甚至有人舉著標語遊行要求驅逐出境：“猶大——從蘇聯滾出去！”他只好拒絕領獎，致電寫道：“鉴于我所从属的社会对我被授奖所做的解释，我必须拒绝领奖，请勿因我的自愿拒绝而不快。”他又一一签署致《真理报》和致赫鲁晓夫的信文，並“在痛苦與孤寂中度過他苦難一生中的最後兩年”。
1959年出版了一本自传体小品《自传散文》（An Essay in Autobiography）。
1986年蘇聯作家協會正式為帕斯捷爾納克恢復名譽，並成立了帕斯捷爾納克文學遺產委員會。1989年12月10日由其子代領，會中演奏巴赫D小调组曲中的“萨拉班达”大提琴独奏曲。巴斯特納克曾說過：“當我寫作《日瓦戈医生》時，我時刻感受到自己在同時代人面前負有一筆巨債。寫這部小說是試圖償還債務。當我慢慢寫作時，還債的感覺一直充滿我的心房。多少年來我祗寫抒情詩或從事翻譯，在這之後我認為有責任用小說講述我們的時代……”。
帕斯捷尔纳克晚年居住于莫斯科附近的佩雷德尔基诺。于1960年5月30日晚因肺癌过世。

### 情感经历
在1912年夏天的马尔堡，帕斯提尔纳克相遇了莫斯科著名犹太家族的女儿伊达·维索茨卡娅。维索茨卡娅家族经营的维索茨基茶叶公司是世界上最大的茶叶公司。一战过后，帕斯捷尔纳克从德国回到莫斯科向伊达求婚。然而，维索茨基家族对帕斯捷尔纳克前途未卜感到不安，并说服伊达拒绝了他。
1922年，帕斯捷尔纳克与艺术学院的学生叶甫盖尼娅·卢里耶结婚。次年，他们的儿子叶甫盖尼出生。
1932年，帕斯捷尔纳克爱上了俄罗斯钢琴家海因里希·诺伊豪斯的妻子齐奈达·诺伊豪斯。两年后，他们双双与原配偶离婚并结成夫妻。
1946年10月，已婚两次的帕斯捷尔纳克遇到了34岁的单身母亲奥尔加·伊文斯卡娅。深受她与帕斯捷尔纳克的初恋伊达·维索茨卡娅相似之处的感动，帕斯捷尔纳克送给伊文斯卡娅几本自己的诗集和文学翻译。虽然帕斯捷尔纳克从未离开过妻子齐奈达，但他开始了与伊文斯卡娅的婚外恋情，并持续了帕斯捷尔纳克余生。

## 作品
- 詩集《雾霭中的雙子星座》（Близнец в тучах, 1914年）
- 詩集《生活，我的姐妹》（Сестра моя — жизнь, 1922年）
- 詩集《1905年》（Девятьсот пятый год, 1926年）
- 韻文小説《安全证》（Спекторский, 1931年）
- 詩集《在早班车上》（На ранних поездах, 1943年）
- 翻译《浮士德》（Faust，1953年）
- 翻译《莎士比亞作品集》（1953年）
- 小説《日瓦戈醫生》（Доктор Живаго, 1958年/1987年）

## 作品的中譯
- 帕斯捷爾納克/著，烏蘭汗、桴鳴/譯，《人與事》，北京市：三聯，1992年。
- 安然、高軔/譯，《追尋：帕斯捷爾納克》，廣州，花城，1998年。
- 藍英年、張秉衡/譯，《日瓦戈醫生》，北京：漓江出版社，2001年。
- 不著譯者，《日瓦戈醫生》，外語教學與研究出版社，2005年。
- 不著譯者，《日瓦戈醫生》(插圖本)，人民文學出版社，2006年。
- 劉文飛/譯，《三詩人書簡：里爾克、帕斯捷爾納克、茨維塔耶娃》，北京，中央編譯出版社，2007年。
- 力冈/译，《日瓦戈医生》，杭州：浙江文艺出版社，2010年。
- 乌兰汗、桴鸣/译，《阿佩莱斯线条》，上海：上海译文出版社，2011年。
- 白春仁、顾亚铃/译，《日瓦戈医生》，上海：上海译文出版社，2012年。

- 作品「齊瓦哥醫生」的出版概況：
  - 季予／譯，《齊瓦哥醫生》，台北市：中台，1959年。
  - 洪兆方／譯，《齊伐哥醫生》，台北市：五洲，1965年。
  - 張福玉／譯，《齊瓦哥醫生》，台北市：藍帶，1966年。
  - 吳月卿／譯，《齊瓦哥醫生》，台北市：黎明出版，1985年。
  - 唐玉美／譯，《齊瓦哥醫生》，台北市：文國，1987年。
  - 何碧珠改寫、古秀慧／繪圖，《齊瓦哥醫生》，台北市：台灣東方，1992年。
  - 黃燕德／譯，《齊瓦哥醫生》，台北市：遠景出版事業公司，1993年。
  - 力岡、冀剛／譯，《齊瓦哥醫生》，台北市：林鬱文化，1993年。
  - 丁源炳／譯，《齊瓦哥醫生》，台南市：漢風，1994年。
  - 黃燕德／譯，蔡振興／導讀，《齊瓦哥醫生》，台北市：桂冠圖書，1994年。
  - 陳惠華／譯，《齊瓦哥醫生》，台北市：志文，1996年。
  - 不著譯者，《齊瓦哥醫生》，台北市：書林，1996年。
  - 黃燕德／譯，《齊瓦哥醫生》，台北市：錦繡出版社，1999年。
  - 雷露／編譯，《齊瓦哥醫生》，台北縣中和市：大步文化出版，2001年。
  - 夏明華／改寫，《齊瓦哥醫生》，台北縣：幼福文化，2003年。
  - 胡慶生／編譯，《齊瓦哥醫生》，台北縣中和市：華文網出版，2003年。
  - 顧亞鈴／縮寫，《齊瓦哥醫生》，台中市：暢談國際文化，2004年。
  - 大衛‧連／導演，《齊瓦哥醫生》，台北市：美商華納家庭娛樂，2006年。
  - 吉康莫·康皮歐帝（意大利语：Giacomo Capiotti）／導演，《齊瓦哥醫生》，台北市：沙鷗國際多媒體，2007年。
  - 胡志成／譯，《落日‧莫斯科：齊瓦哥醫生的愛與死》，台北市：知書房出版，2009年。

- 其他作品：
  - 諾貝爾文學獎全集編譯委員會／編譯，《巴斯特納克》，台北市：九五文化出版，1981年。
  - 李魁賢／譯，《阿赫瑪托娃/巴斯特納克/》，台北縣新店市：桂冠圖書，2003年。
  - 劉文飛／譯，《里爾克、茨維塔耶娃、巴斯特納克》，台北市：傾向出版，2007年。
  - 巴斯特納克／著，謝幼卿/譯，《巴斯特納克自傳》，台北市：亞太，1979年。
  - 巴斯特納克／著，陳迺臣/譯，《西斯特納克回憶錄》，花蓮縣：花蓮師院人文教育中心，1992年。

## 相關書籍、論述
非論述的書籍、文章
- 繁體本：
  - 卡薩姆多/作，諾貝爾文學獎全集編譯委員會/編譯，《巴斯特納克自傳‧日復一日》，台北市：書華，1981年。
- 簡體本：
  - 柳鳴九/著，《諾貝爾獎百年英杰：帕斯捷爾納克》，長春出版社，2004年。

論述
- 繁體本：
  - 李惠珠/撰，〈巴斯特納克小說「齊瓦哥醫生」中詩人命運與其國家政治的關係〉，私立中國文化大學俄國語文學研究所，1995年。

- 簡體本：
  - 馮玉芝，《帕斯捷爾納克創作研究》，人民文學出版社，2007年。

## 外部連結
- Homegrown Doctor Zhivago to Debut on Russian Television
- PBS biography of Pasternak （页面存档备份，存于）
- Read Pasternak's interview with The Paris Review （页面存档备份，存于）
- 前苏联作家放弃诺贝尔文学奖内幕